# 浅井道多
浅井 道多（あさい みちあま）は、戦国時代から江戸時代前期にかけての武将。徳川氏の家臣。なお、同時代の資料中では通称しか確認できない。
浅井道忠の子として誕生。徳川氏の奉行人として領国内の内政に携わる。主に父・道忠と共に、三河国・遠江国・甲斐国、徳川氏の関東転封後は下総国匝瑳郡の天領地の代官としてそれぞれ務めた。多くの書状などでその名が確認できる。なお、小栗吉忠や父と共に三遠奉行と称されたと伝わるが、当時はそのような役職であったわけではない。
天正3年5月21日（1575年6月29日）の長篠の戦いでは、父と共に設楽原の徳川軍本隊などに従軍している。
のち、徳川忠長に付属させられ駿河国田中城の城番となるが、寛永9年（1632年）の忠長の改易に連座して細川興昌の下に預けられた。2年後に許されたが、同年沼津にて死去した。